# 인치케이프 (기업)
인치케이프(Inchcape plc, 인치케이프 사)는 런던에 본사를 둔 영국의 다국적 자동차 유통, 해운 및 서비스 회사이다. 캘커타에 본사를 둔 Mackinnon Mackenzie(마키논 매킨지)가 인수, 성장한 인치케이프는 아시아, 호주, 유럽, 아프리카 및 남미 전역의 32개국에서 사업을 운영하고 있으며 호주, 뉴질랜드에서는 맥서스를 LDV로 유통하며 KG모빌리티 공식 딜러이다. 우리나라에서도 한때 진줄해 있었으나 1997년 IMF 위기 여파로 철수하였다.
이 회사는 런던 증권 거래소에 상장되어 있고 FTSE 250의 구성 요소이다.

## 같이 보기
- 현대글로비스

1. ↑  “Corporate Profile” (PDF). Inchcape plc. 2011년 9월 28일에 원본 문서 (PDF)에서 보존된 문서. 2011년 4월 25일에 확인함.